# Юниън (окръг, Южна Каролина)
Вижте пояснителната страница за други значения на Юниън.
Окръг Юниън (на английски: Union County) е окръг в щата Южна Каролина, Съединени американски щати. Площта му е 1336 km², а населението – 27 244 души (1 април 2020). Административен център е град Юниън.